# Дворец Весселей
Дворец Весслов (пол. Pałac Wesslów) — барочный дворец в Варшаве (Польша), расположенный на улице Краковское предместье, дом 25

## История
Дворец был построен между 1746 и 1752 годами, возможно его архитектором был Якуб Фонтана. Первое известное изображение дворца находится в обрамление плана Варшавы 1762 года. Первоначально дворец принадлежал генерал Францишеку Яну Залускому, груецкому старосте. В 1761 году он продал его Теодору Весселю, подскарбию коронному, который, в свою очередь, продал его в 1764 году Антонию Островскому, куявскому епископу.
В 1780 году здание приобрёл Францишек Игнацы Пржебендовский, поморский воевода и директор почты. С этого времени, с 1874 года, во дворце расположилось почтовое учреждение, переехавшее сюда из здания Василевских. 2 ноября 1830 года в почтовом отделении сдал свой багаж и попрощался с близкими Фредерик Шопен перед отъездом из Варшавы навсегда.
Когда в 1882 году начали расширять улицу Трембака был снесёны многоквартирный дом рядом с дворцом. Как следствие, в 1883-1884 годах дворец был перестроен по проекту архитекторов Александра Ян Войде и Владислава Маркони. Был добавлен третий этаж и обустроен открывшийся с видом на улицу южный фасад здания. С 1887 года во дворце некоторое время располагались редакции «Ежедневного курьера» и «Иллюстрированного еженедельника» (пол. Tygodnik Ilustrowany).
В межвоенный период XX века здесь хранились антикварные экспонаты Дворца Искусств.
В 1944 году здание было сожжено, но сохранились стены и часть оборудования. Дворец был восстановлен в 1947 году по проекту архитектора Яна Биенковского. Ныне здесь располагается варшавская прокуратура и институт юстиции.